# 三宅迷你停車區
三宅迷你停車區（三宅ミニパーキングエリア／みやけミニパーキングエリア）位於大阪府松原市，是阪神高速14號松原線的休息區。因應道路拓寬工程，已經於2012年9月10日停止使用。本休息區僅設於環狀線方向。

## 連接道路
- 阪神高速14號松原線

## 历史
- 1980年3月1日 - 阪神高速14號松原線阿倍野入口至松原IC（現時：松原JCT）開通，此休息站也同時啟用。
- 2012年9月10日 - 因阪神高速6號大和川線建設關聯的三宅出入口 - 松原JCT間3車線化工事緣故，此休息站當日起廢止[1]。

## 休息區設施
- 環狀線方向
  - 停車場
    - 小型車：9台
    - 大型車：2台
    - 傷殘人士專用：1台

  - 廁所
    - 傷殘人士廁所

  - 自動售賣機

## 鄰近設施
阪神高速14號松原線
(14-07)三宅出入口 - 三宅JCT（建設中） - 三宅迷你停车区 - (14-08)大堀出入口

## 相關項目
- 日本服務區與休息區一覽

## 外部連結
- 阪神高速道路株式會社（日語）

Template:阪神高速14號松原線